# Ušajker
Ušajkir (tudi Ušajker; (arabsko بريدة Ušaiqir) je vas približno 5 km severozahodno od Šaqrāʾ v Saudovi Arabiji. Je 200 km severozahodno od Riada v nižini al-Vašim, ki je del višavja regije Nadžd. Območje vasi je veliko le 4 km². Vas, obdana z obzidjem in stolpi, vključuje 400 hiš, 25 mošej, 30 stolpov, 600 sadovnjakov in 80 vodnjakov, od katerih so nekateri stari stoletja. Številne stavbe v zgodovinskem mestnem jedru so ohranjene v tradicionalni gradnji iz blatnih opek. Kraj je bil postaja za romarje iz Kuvajta, Iraka in Irana. V vasi je lokalni zgodovinski muzej, ki so ga ustanovili domačini, imenovan Al Salem Museum in ponuja vpogled v dediščino vasi z znamenitim orožjem, posodami, vezenimi oblačili in nakitom. Vas je razdeljena po okrožjih, nekateri deli imajo celo prenovljene hiše, ki z izrezljanimi lesenimi vrati, trikotnimi strehami in lepimi okni ponujajo vpogled v nadždiško arhitekturo. Nekatere še vedno nosijo imena družin, ki so tam živele.
Mediji so leta 2016 poročali, sklicujoč se na izjavo vladne komisije v Saudi Gazette, da naj bi se začel program financiranja v višini 10,4 milijarde saudskih rialov za vzdrževanje in promocijo kulturnih znamenitosti v Saudovi Arabiji. Zgodovinske stavbe v Ušajkirju so bile registrirane kot spomeniki v povezavi s programom.
Ushaiqer pomeni mala blondinka, ki prihaja iz bližnje rdeče gore, ki stoji visoko in zasenči rumene blatne hiše vasi.

## Zgodovina
V 16. in 17. stoletju je bil Ušajkir pomembno versko središče, ki je ustvarilo številne Ulamā (Izraz za strokovnjaka za religijo. Označuje tudi imame pomembnih mošej, sodnike (kadije), profesorje na verskih šolah (medrese) in verske dostojanstvenike.). V 17. stoletju se je tam rodilo 18 ʿUlem' in še 14 se jih je tam naselilo. Klan al-Mušaraf, katerega najbolj znan član je bil Muhamed ibn Abdul al-Vahab, je prišel iz Ušajkirja. Ko je kraj leta 1766 prišel pod nadzor saudskih vahabitov, je njegov pomen upadel. Nasprotniki vahabitske miselne šole so kraj zapustili do leta 1800. Povečal se je pomen sosednjega mesta Šakrāʾ.
Julija 2017 je Ušajkir zaslovel po vsem svetu, potem ko se je na spletu pojavil videoposnetek ženske s psevdonimom Model Khulood, ki se je gibala po mestu in močno kršila veljavni kodeks oblačenja za ženske ter se dala posneti.[1] Videoposnetek in izbira lokacije v osrčju vahabizma sta bila razumljena kot namerni protest proti kodeksu oblačenja, ki velja v Saudovi Arabiji, in povzročila kontroverzne razprave v družbenih medijih, ki so tam zelo razširjena.
Pred kratkim so prebivalci Ushaiqerja obnovili zgodovinsko vas, da bi ohranili njeno dediščino, in zgradili muzej, ki prikazuje različne relikvije in predmete iz vasi.